# Лъвска глава (заек)
Зайците лъвска глава са сред най-новите породи домашни зайци в Съединените щати.
За тази порода е характерно силното окосмяване в областта на шията и лицето, напомнящо на гривата на лъв, откъдето произлиза и името им. Други характерни черти са късата козина по останалата част от тялото и средно дългите крайници. Обикновено гривата на зайчетата е гъста и мека и достига 5 – 7 cm. В зависимост от кръстосаните гени може да имат единична или двойна грива. Цветът на козината може да варира. Теглото е от 1 до 1,6 кг.

## Произход
Произходът на лъвската глава е от Белгия. Счита се, че тази порода е била първоначално размножавана от животновъди, които се опитвали да развъдят Дългокосмест Заек Джудже, чрез кръстосване на Миниатюрна Швейцарска Лисица (miniature Swiss Fox) и Белгийско Джудже (Belgian dwarf). Целта на размножаването на тези зайци била използването на козината им за плетене на вълна. Но получилата се лъвска глава предизвикала по-голям интерес при хората и затова животновъдите започнали умишленото им развъждане.

## Характер
Тези зайчета са любвеобилни и игриви, въпреки че са и плахи. За спечелване на доверието им е необходима много нежност и проява на разбиране от страна на човека. Те са социални животни, обичащи вниманието. Зайците порода лъвска глава са много активни, игриви и енергични, затова се нуждаят от широко пространство където да тичат.
Агресия при тези зайци може да се прояви когато са уплашени или стресирани.

## Хранене
Зайчетата трябва да бъдат хранени поне два пъти на ден и задължително да им се дава добре изсушено сено, освен заешката храна.

## Специални грижи
При тази порода стоматологичните проблеми са по-често срещани от колкото при други, затова трябва да се обръща особено внимание на състоянието на зъбите им.
Гривата на тези зайчета трябва да бъде добре поддържана и периодично сресвана за да се избегне заплитане и образуването на възли.